# Economia do Chile
A economia do Chile destaca-se por uma liberalização econômica durante as décadas de 1990 e 2000. Durante as décadas de 1970 e 1980 foi caracterizado por uma elevada e persistente hiperinflação. Entre 1972 e 1987, a taxa média de inflação foi de 802%. Entretanto, a crise internacional a afetou fortemente: Em 2012 houve um déficit em conta corrente equivalente a 2,6% do PIB, quase o dobro do ano anterior. O país deve enfrentar nos próximos anos vários problemas: queda de produtividade, a falta de inovação e falta de incentivos ao investimento.
O cobre responde por metade das suas exportações. Não tem produção industrial com valor agregado. Carece de diversificação de produtos e por isso se concentra no cobre. Tem recursos energéticos muito limitados, o que tem sido um fator chave para o baixo crescimento econômico nos últimos anos. O país depende inteiramente de gás e petróleo estrangeiro, o que o torna muito vulnerável à variação dos preços internacionais e da disponibilidade desses recursos no mercado externo. O preço do diesel é o segundo mais alto da América do Sul. Produzir eletricidade no Chile custa 400% a mais do que na Argentina e quase o dobro do que na Colômbia, Peru e Brasil, tornando-a a mais cara da América Latina.

## História Econômica
O país passou por um longo período de estagnação ou declínio entre 1810 e 1830 durante a Guerra da Independência e os conflitos internos
que se seguiu. Após a estagnação durante a maior parte do século XIX ocorreu a Guerra do Pacífico (1879-1883). O sal se tornou a principal produção do país. Antes da guerra, o Chile exportou trigo e cobre, mas passou a ser dependente de um único produto e o preço do sal no mercado internacional. Os produtos de origem agrícola deixaram de ser uma fonte de renda, a perda de terras férteis, a concentração de terras e métodos de trabalho tornou o país incapaz de competir no mercado internacional ou para cobrir a demanda interna. A crise de 1929 afetou severamente o país, em 1930 para pagar o serviço da dívida chegou a 47% o produto interno. Ativos internacionais do país caíram 22%, a construção caiu 33% e do déficit orçamental chegou à 31% em 1931 e 32% em 1932.
Em 1973, um golpe militar derrubou Salvador Allende. Uma junta militar, chefiada por Augusto Pinochet assumiu o governo e assim aconteceu o liberalismo econômico. Nesse mesmo período ocorreu o liberalismo, os economistas apelidaram esse período de "milagre chileno". Durante o regime de  Pinochet (1973 -1990) o PIB per capita do Chile subiu apenas 33% em dólares constantes, passando de US$ 4.462 em 1973 para US$ 5.933 em 1990 (dólares constantes)   As sucessivas tentativas de medidas recomendadas pelo modelo liberal proporcionaram ao Chile um crescimento de 97% do PIB, passando de $16.836 bilhões em 1973 para $33.114 bilhões em 1990. Em 1973 a inflação era de 352%, em 1990 estava em 26%.
Em 1982, houve uma profunda crise da supervalorização do peso chileno (que foi ajudado pela paridade da moeda em relação ao dólar dos EUA, e altas taxas de juros no Chile). Isso teria impedido o investimento em atividades produtivas. Entre 1973 e 1982, a dívida externa do aumentou de 3500 para mais de 17 bilhões de dólares. Os bancos foram socorridos pelo Estado. A  crise econômica e financeira que atingiu o país representou um custo que tem sido estimada em até 10% do PIB O sistema financeiro entrou em colapso devido à fuga de capitais e aumento dos juros do Federal Reserve System nos EUA que obrigou outros países a subirem juros e aumentarem suas dívidas. O governo reagiu a crise adotando medidas intervencionistas e aumentando gastos, porém o PIB chileno diminuiu 10,32% e o desemprego subiu. Em 1973 o desemprego era de 4,8% e após a adoção de mais medidas liberais, como a redução dos gastos estatais, privatizações e reduções de impostos o desemprego chegou a 7,4% em 1990.
Entre 1995 e 1999 o crescimento desacelerou causando uma pequena recessão em 1999, quando o desemprego subiu a 10,9%. Desde o fim do regime militar no 1990 até 2013 teve aumento de gastos sociais e a porcentagem da população chilena na extrema pobreza caiu de 2,7% para 0,45%, atingindo o segundo menor índice da América latina.
O país sofreu uma pequena recessão em 2009 devido a crise mundial, porém conseguiu se recuperar crescendo em média 5,3% entre entre 2010 e 2013.
Em Outubro de 2019, devido ao aumento de $30 pesos chilenos no sistema de metro, começaram os protestos no Chile que tem como objetivo a desigualdade económica causada do modelo económico, impunidade judicial derivada dos escândalos de corrupção e falta de dignidade nas relações trabalhistas.

## Comércio exterior

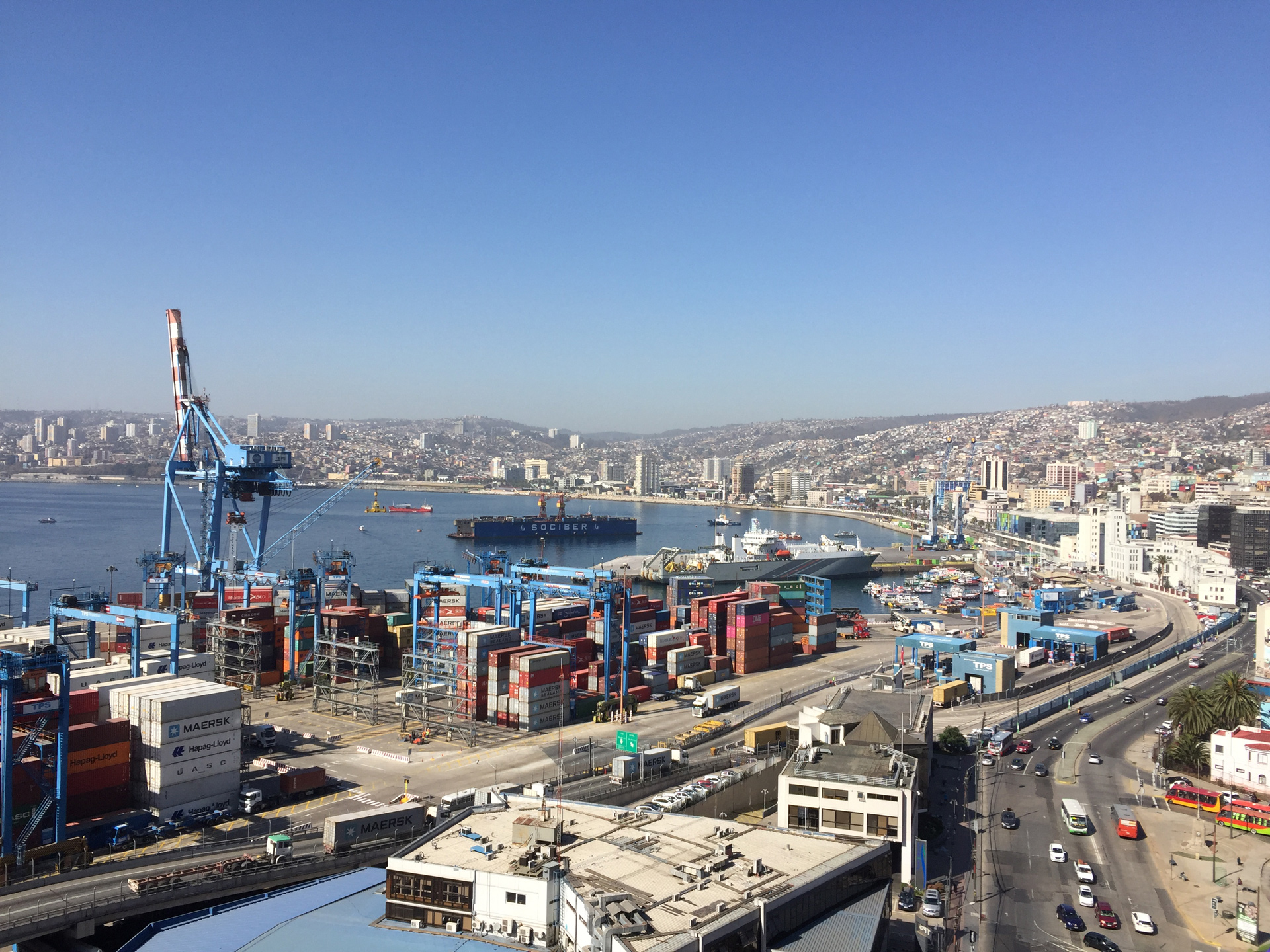
Porto de Valparaíso

Em 2020, o Chile foi o 44.º maior exportador do mundo (US $ 69 bilhões), 0,4% do total mundial.
Chile é altamente dependente de mineração, em 2012 o setor era responsável por quase 61% das exportações o crescimento chileno depende dos preços deste  minerais. Também exporta frutas em 2013 foi sucitó conflito de porta, que afetou seriamente as exportações do guilda e podem resultar na perda de mais de 100.000 postos de trabalho. As exportações de cobre caíram 14%
Tem tratados de livre-comércio com China, Comunidade Andina e Nafta. Durante o ano de 2012 teve um déficit comercial de 466 milhões dólares, as exportações caíram 3,2%, enquanto as importações aumentaram 5,8%
O primeiro semestre de 2013, houve uma queda de 2% nas exportações (U$S -717 milhões)e um aumento de 4% em nas importações (U$S 1.432 milhões). Em 2013, também teve déficit comercial de 2254 milhões dólares, 47 por cento mais do que em 2012.

## Setor primário

### Agricultura

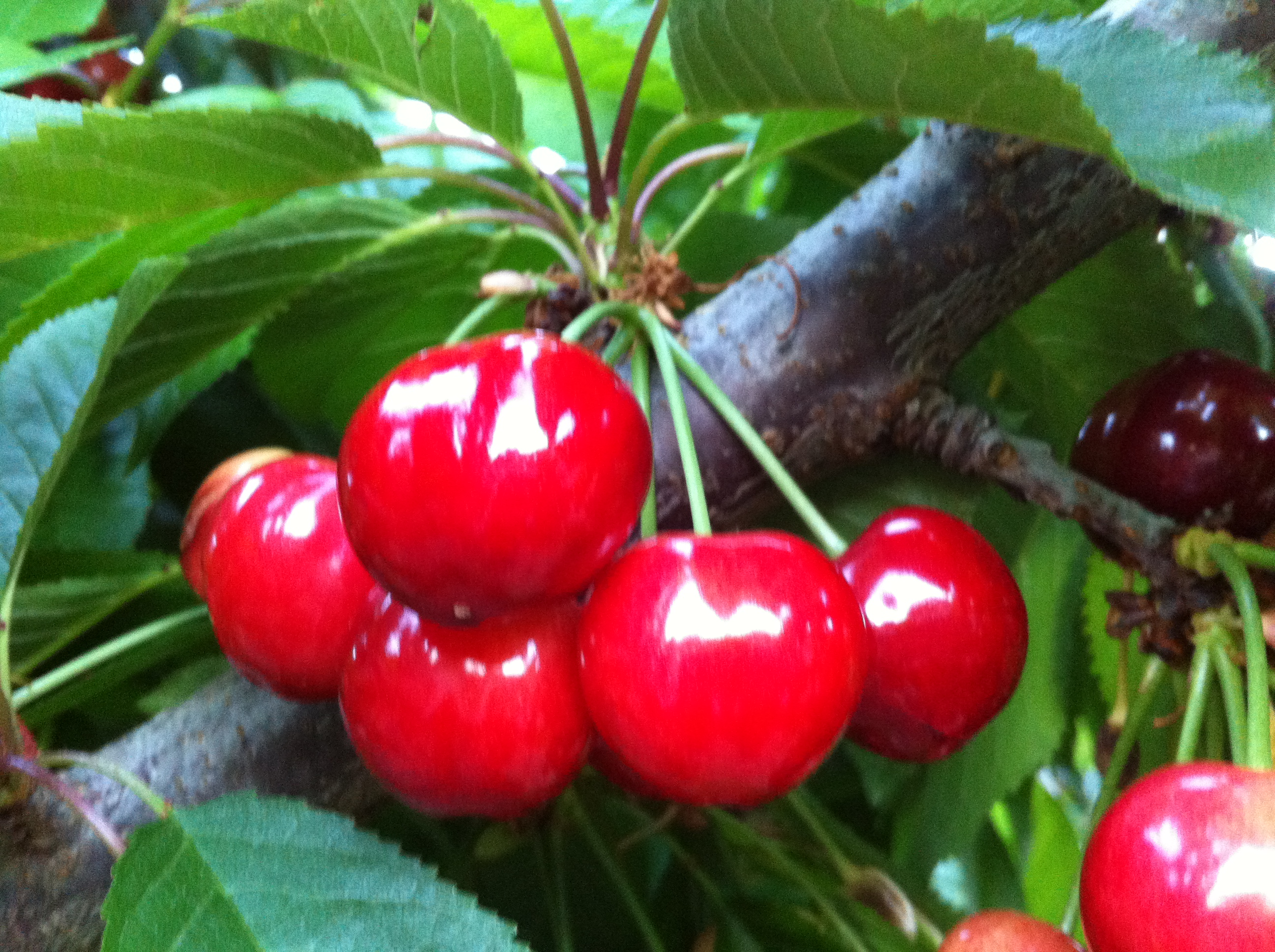
Cerejas chilenas

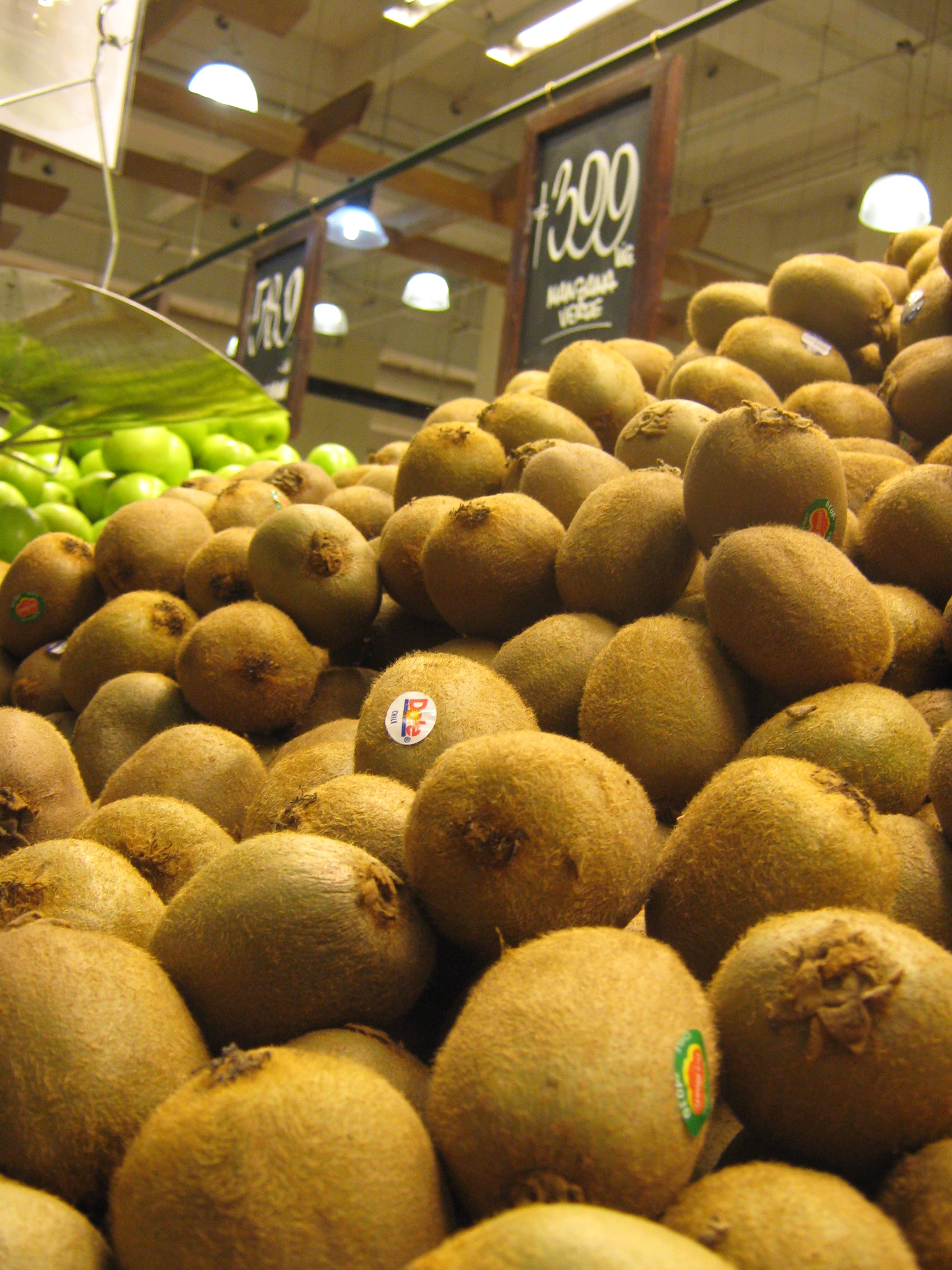
Kiwi chileno

O Chile é um dos 5 maiores produtores mundiais de cereja e cranberry e um dos 10 maiores produtores mundiais de uva, maçã, kiwi, pêssego, ameixa e avelã, com foco na exportação de frutas de alto valor.
Em 2018, o Chile era o 9.º maior produtor de uva do mundo, com 2 milhões de toneladas produzidas; o 10.º maior produtor de maçã do mundo, com 1,7 milhão de toneladas produzidas; e o 6.º maior produtor de kiwi do mundo, com 230 mil toneladas produzidas, além de produzir 1,4 milhão de toneladas de trigo, 1,1 milhão de toneladas de milho, 1,1 milhão de toneladas de batata, 951 mil toneladas de tomate, 571 mil toneladas de aveia,  368 mil toneladas de cebola, 319 mil toneladas de pêssego, 280 mil toneladas de pera, 192 mil toneladas de arroz, 170 mil toneladas de cevada, 155 mil toneladas de cereja, 151 mil toneladas de limão, 118 mil toneladas de tangerina, 113 mil toneladas de laranja, 110 mil toneladas de azeitona, 106 mil toneladas de cranberries, 19 mil toneladas de alho, 14 mil toneladas de feijão e 10 mil toneladas de aspargo.
A agricultura e os setores afins como silvicultura, extração de madeira e pesca respondem por apenas 4,9% do PIB em 2007 e empregam 13,6% da força de trabalho do país. A agricultura do Chile é muito diversificada, focando em produtos mais caros para a exportação. Alguns dos principais produtos agrícolas do Chile incluem uva, maçã, kiwi, pêssego, pera, trigo, milho, batata, tomate, aveia, cereja, cranberries, limão, tangerina, laranja, azeitona, carne bovina, aves, lã, peixe e madeira.
A posição do Chile no hemisfério sul leva a um ciclo de safra agrícola oposto ao dos principais mercados consumidores, principalmente localizados no hemisfério norte. A orientação extremo norte-sul do Chile produz sete macrorregiões diferentes, diferenciadas por características climáticas e geográficas, o que permite ao próprio país escalonar as colheitas e resultar em safras prolongadas. No entanto, a paisagem montanhosa do Chile limita a extensão e intensidade da agricultura, de forma que as terras aráveis correspondem a apenas 2,62% do território total. Por meio dos acordos comerciais do Chile, seus produtos agrícolas ganharam acesso a um mercado que controla 77% do PIB mundial e, em 2012, 74% das exportações do agronegócio chileno estavam isentas de impostos.
A principal região de cultivo e coração agrícola do Chile é o Vale Central, delimitado pela Cordilheira da Costa do Chile no oeste, os Andes no leste, o Rio Aconcágua ao norte, e o Rio Bío-Bío ao sul. Na metade norte do Chile, o cultivo é altamente dependente da irrigação. Ao sul do Vale Central o cultivo é gradativamente substituído pela aquicultura, silvicultura, ovinocultura e pecuária.

### Salmão

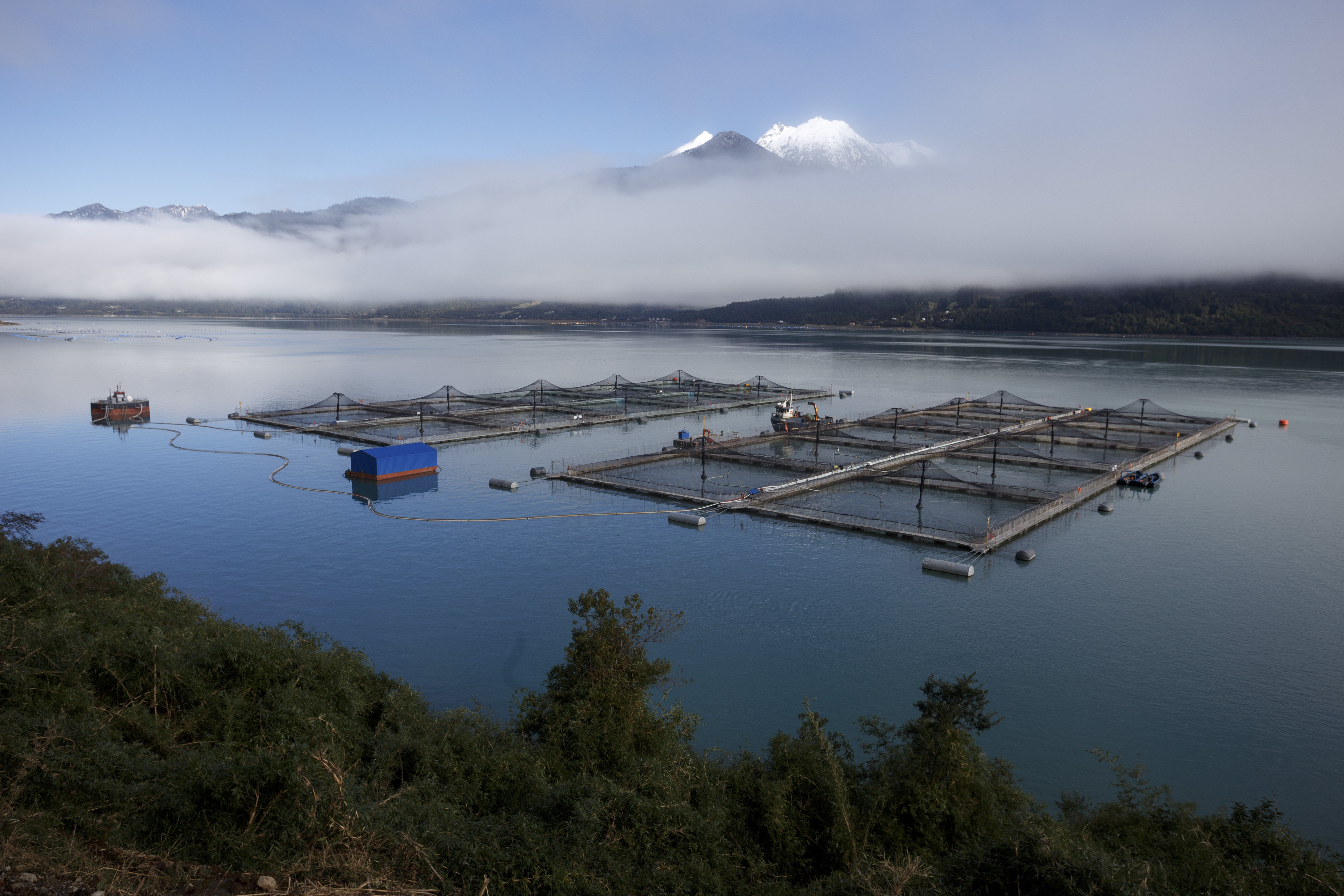
Criação de salmão no Chile.

O Chile é o segundo maior produtor de salmão do mundo. Em agosto de 2007, a participação do Chile nas vendas mundiais da indústria de salmão era de 38,2%, passando de apenas 10% em 1990. A taxa média de crescimento da indústria nos 20 anos entre 1984 e 2004 foi de 42% ao ano. A presença de grandes empresas estrangeiras na indústria do salmão trouxe o que provavelmente mais contribui para a crescente produção de salmão do Chile, a tecnologia. A transferência de tecnologia permitiu ao Chile aumentar sua competitividade e inovação globais e levou à expansão da produção, bem como a um aumento do tamanho médio das empresas no setor. Em novembro de 2018, a empresa chinesa Joyvio Group (Legend Holdings) comprou a produtora chilena de salmão Australis Seafoods por US $ 880 milhões, ganhando assim o controle de mais de 30% de todas as exportações de salmão chileno.

### Vinho

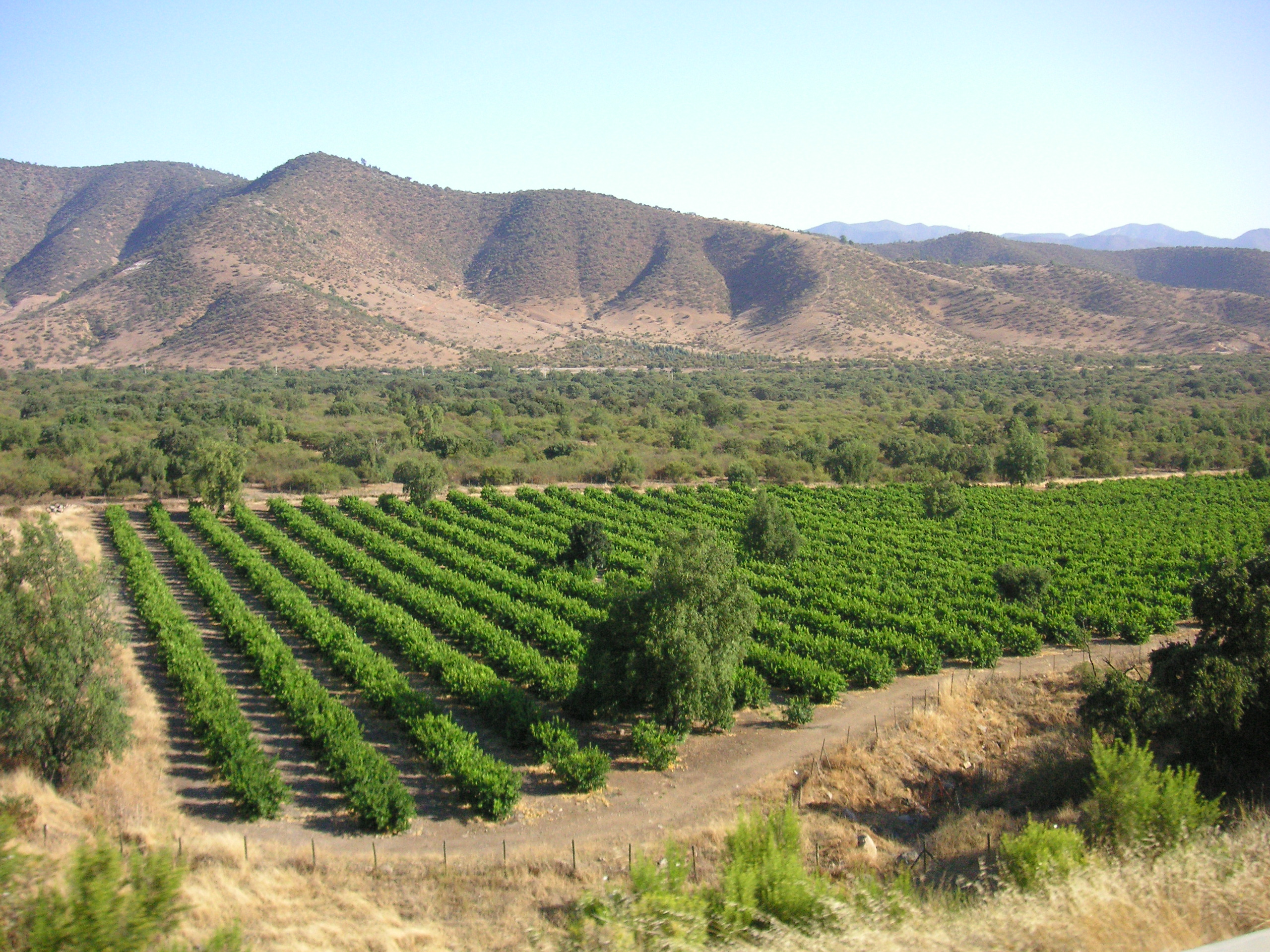
Vinhedo chileno.

A geografia e o clima únicos do Chile o tornam ideal para a vinicultura, e o país figurou na lista dos dez maiores produtores de vinho muitas vezes nas últimas décadas (foi o 6.º maior produtor mundial em 2018).
A popularidade do vinho chileno foi atribuída não apenas à quantidade produzida, mas também aos níveis crescentes de qualidade. A combinação de quantidade e qualidade permite ao Chile exportar vinhos de excelência a preços razoáveis para o mercado internacional.

### Papel, celulose e madeira
A indústria florestal chilena cresceu para representar 13% das exportações totais do país em 2005, tornando-se um dos maiores setores de exportação para o Chile. O pinheiro radiata e o eucalipto constituem a grande maioria das exportações florestais do Chile. Dentro do setor florestal, o maior contribuinte para a produção total é a celulose, seguida por painéis à base de madeira e madeira serrada. Devido à demanda popular e crescente por produtos florestais do Chile, o governo está atualmente se concentrando no aumento da já vasta área de plantações de pinheiros e eucaliptos do Chile, bem como na abertura de novas plantas industriais.

## Setor secundário

### Indústria
O Banco Mundial lista os principais países produtores a cada ano, com base no valor total da produção. Pela lista de 2019, o Chile tinha a 50.ª indústria mais valiosa do mundo (US $ 28,3 bilhões).

### Mineração

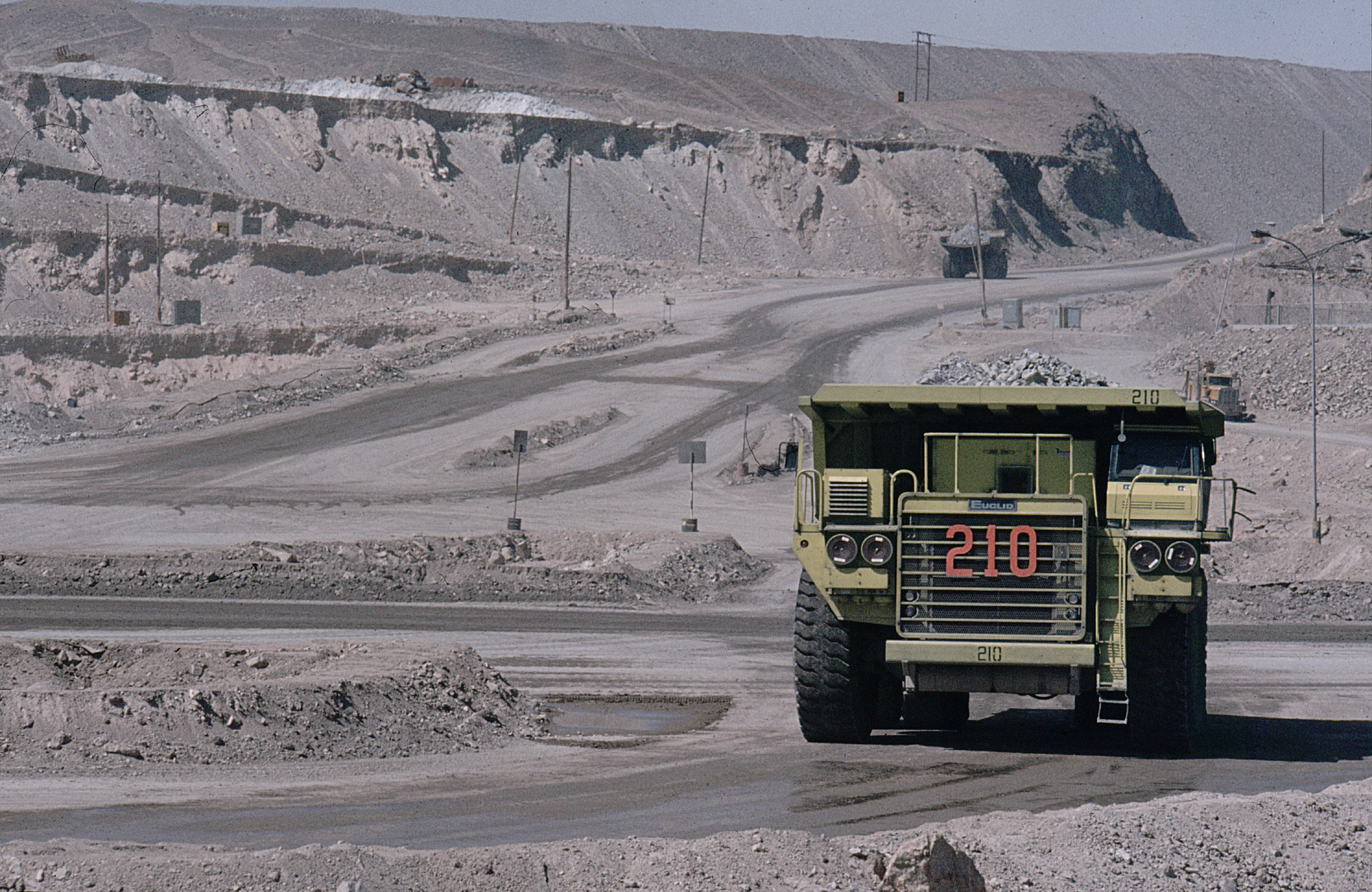
Mina de Chuquicamata: a economia do Chile é baseado em exportações de minerais, que respondem pela metade das exportações

O setor de mineração é o maior pilar da economia chilena. O governo chileno apóia fortemente o investimento estrangeiro no setor e modificou suas leis e regulamentos da indústria de mineração para criar um ambiente de investimento favorável para estrangeiros.Graças a uma grande quantidade de recursos de cobre, legislação progressiva e um ambiente de investimento saudável, o Chile se tornou a capital mundial da mineração de cobre, produzindo mais de 1/3 da produção global de cobre.
Além do cobre, o Chile foi, em 2019, o maior produtor mundial de iodo e rênio, o 2.º maior produtor mundial de lítio e de molibdênio, o 6° maior produtor mundial de prata, o 7.º maior produtor de sal, 8.º maior produtor mundial de potash (um mineral que contém potássio e é usado como fertilizante), 13.º maior produtor mundial de enxofre e o 13° maior produtor de minério de ferro do mundo.
Na produção de ouro, entre 2006 e 2017, o país produziu quantidades anuais entre 35,9 toneladas em 2017 a 51,3 toneladas em 2013.

### Energia

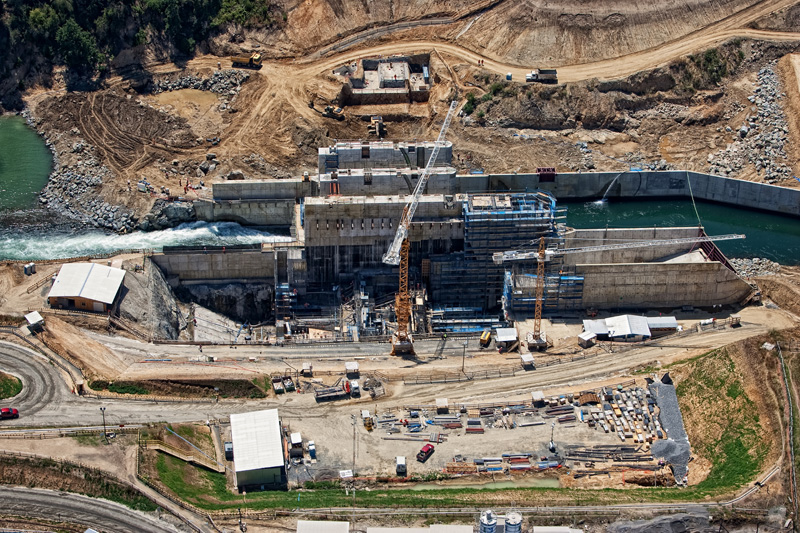
Hidrelétrica no Chile

Nas energias não renováveis, em 2020, o país era o 85.º maior produtor de petróleo do mundo, com uma produção quase nula. Em 2019, o país consumia 381 mil barris/dia (38.º maior consumidor do mundo). O país foi o 34.º maior importador de petróleo do mundo em 2013 (186,9 mil barris/dia). Em 2015, o Chile era o 66.º maior produtor mundial de gás natural, 1,0 bilhões de m³ ao ano. Em 2019 o país era o 55.º maior consumidor de gás (6,5 bilhões de m³ ao ano) e era o 52.º maior importador de gás do mundo em 2009: 1,4 bilhões de m³ ao ano. O país não produz carvão.
Nas energias renováveis, em 2020, o Chile era o 29.º maior produtor de energia eólica do mundo, com 2,1 GW de potência instalada, e o 24.º maior produtor de energia solar do mundo, com 3,2 GW de potência instalada.

## Setor terciário

### Turismo

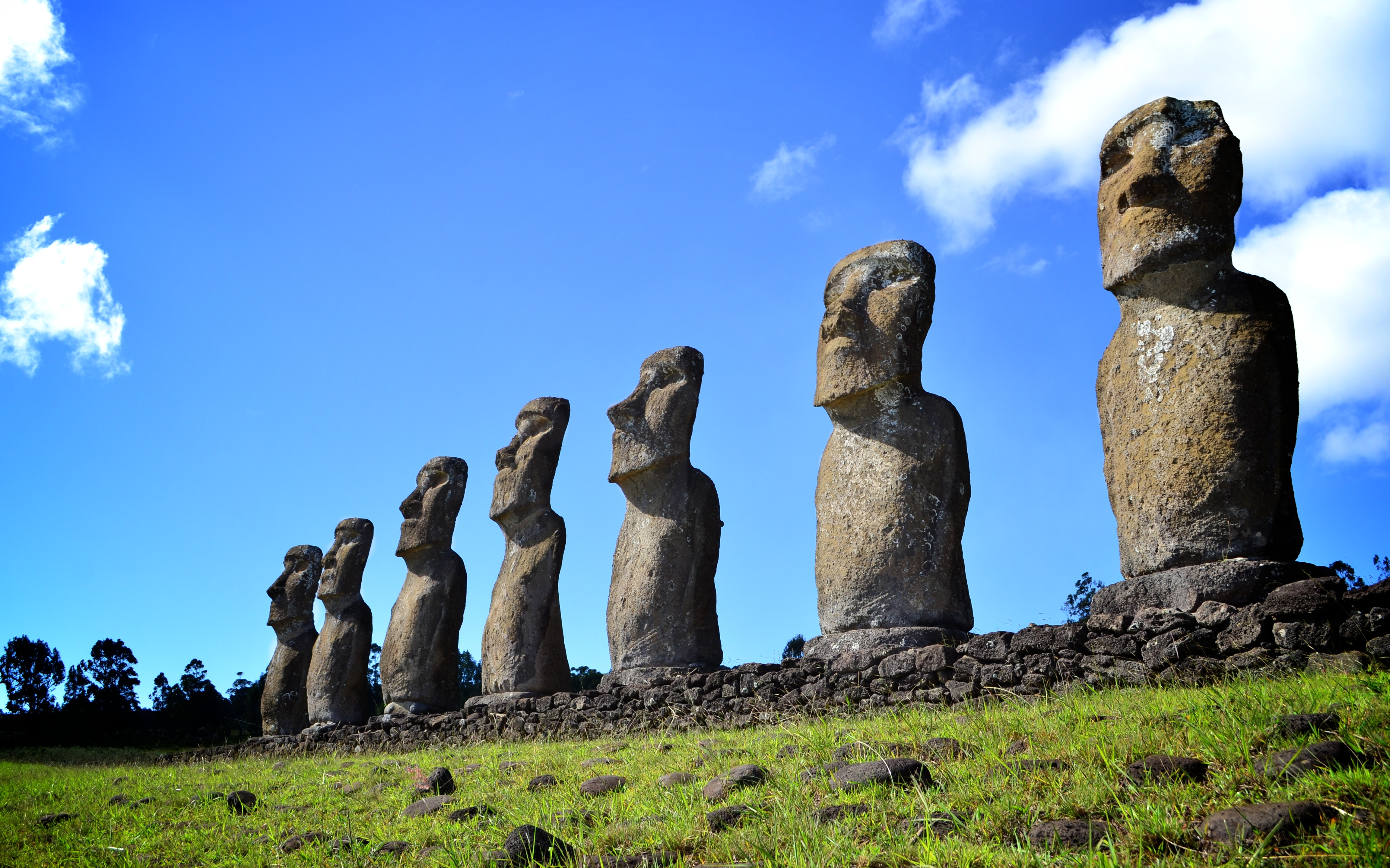
Moais na Ilha de Páscoa

Na lista dos destinos turísticos mundiais, em 2018, o Chile foi o 53° país mais visitado do mundo, com 5,7 milhões de turistas internacionais (e receitas de US $ 2,9 bilhões).

## Dívida externa
A divida publica chilena, que era de 4% em 2006, cresceu e atingiu 17,5% em 2015. Em setembro de 2012, a dívida externa atingiu US$116,7 bilhões e em março de 2013 subiu para US$120,3 bilhões, 86,5% dela concentrada em dólares. Durante 2013, a dívida cresceu 11,2%, para 130,965 bilhões de dólares
Um terço da população nacional, 6,1 milhões de pessoas, está em dívida com os bancos do mercado local, tendo um montante de cerca de 200 milhões de dólares. A dívida hipotecária das famílias chilenas é 28 bilhões de dólares.

## Desigualdade social

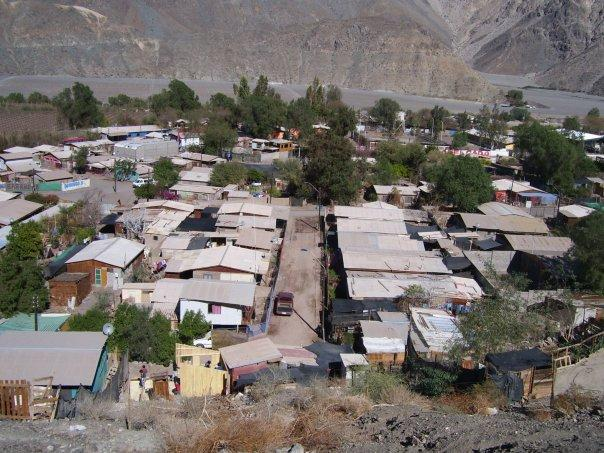
Favela em Santiago do Chile.

A economia chilena é caracterizada por significativa desigualdade na distribuição de renda, gerando grandes diferenças sociais entre ricos e pobres. Os 5% mais ricos da população ganham mais de 830 vezes a renda dos 5% mais pobres.Um estudo realizado por economistas Ramon López, Eugênio Figueroa e Pablo Gutiérrez, indica que o Chile tornou-se em 2013 no país mais desigual do mundo.
O Coeficiente de Gini do Chile em 2013 (50,45) foi o menor desde 1987. Em 2013 os 10% mais pobres receberam 1,72% do PIB  enquanto os 10% mais ricos controlaram 41,5% do PIB.
Esta desigualdade chilena é atribuída, por alguns, ao atual sistema liberal (em comparação às décadas de 50, 60 e 70, quando o Chile tinha uma distribuição de renda exemplar), outros a atribuem à adoção de fatores naturais (que fez desenvolver um determinado tipo de economia extrativista que favorece instituições que propiciam a desigualdade; já o relatório da Comissão Europeia menciona como um dos fatores que contribuem para essa grande desigualdade econômica os impostos regressivos .

 A perseguição aos organismos sindicais, a neutralização das organizações sociais e a proibição da existência de partidos políticos e até do direito de reunião e associação, o fechamento do Parlamento, eram elementos necessários para a aplicação do "modelo". A ausência de liberdade de imprensa e de Justiça autônoma contribuíram para para configurar um quadro em que os economistas que ganharam a confiança de Pinochet tiveram um terreno fértil para plantar. Pretender que os atropelos aos direitos humanos iam por um lado, e aquilo que seus defensores qualificam de êxitos, ou "obra" econômica caminhavam por outro, não resiste à análise—  María Olivia Mönckeberg
Pinochet privatizou a previdência social, e até hoje 39% da população - quase a metade dos chilenos - não dispõe de nenhum tipo de seguridade social sistêmica por escolha própria.
 A privatização (da seguridade social) dissipa uma grande parcela das contribuições dos operários em tarifas pagas para remunerar as companhias de investimento. Ela deixa muitos aposentados na miséria.— Paul Krugman
As desigualdades ainda têm um grande impacto negativo em certas camadas da população, pois apesar da maior renda da população mais pobre em comparação com seus vizinhos latino-americanos, o índice de Gini não melhorou muito, e a despeito de muito pouco desemprego, há bastante subemprego. Os custos universitários são os mais altos do mundo, depois dos Estados Unidos, o que exclui grande parte da população do ensino superior.

## Indicadores econômicos
| Ano  | PIB total (mil US$) | PIB total (mil US$ PPA) |
| ---- | ------------------- | ----------------------- |
| 2009 | 172,512             | 302,085                 |

## Indicadores tecnológicos
- Quantidade de linhas de telefone fixo: 3.526.000 (2008), 3.366.000 (2011)[78]
- Quantidade de linhas de telefone móvel: 14.797.000 (2008)
- Usuários de internet: 5.456.000 (2008)
- Lares com computador pessoal: 68,1% (2008)  41.7% (2013)[10][79]